# Bučovice (nádraží)
Bučovice jsou železniční stanice v jihozápadní části města Bučovice v okrese Vyškov v Jihomoravském kraji nedaleko řeky Litavy. Leží na neelektrizované části dvoukolejné Vlárské dráhy. Nedaleko stanice se nachází také městské autobusové nádraží.

## Historie
Stanice byla otevřena 10. října 1887 společností Českomoravská transverzální dráha (BMTB) na traťovém úseku z Brna do Kyjova, kde navázala na železnici z roku 1884 z Moravského Písku, kudy procházela trať podél řeky Moravy spojující Vídeň a Dolní Slezsko, původně budovaná a provozovaná firmou Oskar baron Lazarini z Grazu. BMTB usilovala o dostavbu traťového koridoru propojujícího již existující železnice v ose od západních Čech po Trenčianskou Teplou. Projekt byl završen 28. října 1888 prodloužením tzv. Vlárské dráhy směrem na Slovensko prostřednictvím Rakouské společnosti státní dráhy.
Po zestátnění StEG v roce 1908 pak obsluhovala stanici jedna společnost, Císařsko-královské státní dráhy (kkStB), po roce 1918 pak správu přebraly Československé státní dráhy.

## Popis
Ze stanice odbočuje několik vleček, dnes se už nepoužívají.[zdroj?] Rekonstrukce budovy železniční stanice a prostranství před ní proběhla okolo roku 2015. Nacházejí se zde čtyři jednostranná nástupiště, stanice je vybavena elektronickým informačním systémem pro cestující. K příchodu na nástupiště slouží přechody přes koleje. Dlouhodobě se počítá s rekonstrukcí a elektrizací Vlárské dráhy.